# Gul kæmpekalla
Gul Kæmpekalla (Lysichiton americanus) er en flerårig, urteagtig plante med grundstillede blade og en opret blomsterstand, der er beskyttet af et stort, gult hylsterblad. Blomsten udsender en kraftig, stinkende lugt, og denne lugt gennemtrænger de områder, hvor planten vokser. Lugten tiltrækker de insekter, der befrugter den, som fluer og biller.

## Kendetegn
Gul Kæmpekalla er en flerårig, urteagtig plante med en grundstillet bladroset og en kraftig, opret stængel, der bærer blomsterstanden. Bladene er langstilkede og elliptiske med hel eller bøkget og svagt tandet rand. Begge bladsider er græsgrønne og blanke. Blomstringen foregår i eller umiddelbart efter snesmeltningen, hvor man finder de små blomster samlet i et opret, kompakt aks. De enkelte blomster er gule til gulgrønne og 4-tallige. De mangler kronblade. Blomsterstanden er beskyttet af et stort, æggegult højblad. Frugterne er nødder, som bliver gråbrune til rødbrune.
Rodsystemet består af en kraftig, vandret jordstængel og talrige, hvide rødder. Den ubehagelige, ramme lugt tiltrækker de biller, som bestøver planten.
Planten når en højde og bredde, regnet fra jorden til bladspidserne, på ca. 0,40 m. Stænglen med det meget iøjnefaldende højblad hæver sig op over tuen af blade.

## Hjemsted
Gul Kæmpekalla hører naturligt hjemme i områderne langs Stillehavskysten, dvs. fra Alaska over British Columbia til USAs vestlige stater. Arten er knyttet til moser, våde skovområder og andre steder med vedvarende våd jord. På de våde og delvist oversvømmede områder i nærheden af de mange vandfald i staten Oregon, USA, findes arten sammen med bl.a. Ager-Tidsel, Almindelig Fingerbøl, Anemone occidentalis (en art af Anemone), Aquilegia formosa (en art af Akeleje), Aster subspicatus (en art af Asters), Horse-Tidsel, Iris tenax (en art af Iris), Lilium columbianum (en art af Lilje), Oxalis oregana (en art af Surkløver), Ranunculus occidentalis (en art af Ranunkel), Rhododendron macrophyllum (en art af Rododendron), Rørblomst, flere arter, Småhjerte, Toxicodendron diversilobum (en art af Giftsumak) og Trillium ovatum (en art af Treblad)

## Galleri
|  |  |  |

## Note
1. ↑  Oregonwaterfalls.net: Flora Arkiveret 21. oktober 2013 hos  Wayback Machine – kortfattet oversigt på (engelsk)